# Parlamentswahl in St. Lucia 1928
Die Parlamentswahl in St. Lucia 1928 (englisch General elections) war die zweite Parlamentswahl in St. Lucia, nachdem 1925 erstmals ein Teil des Parlaments gewählt werden durfte. Alle drei Wahlbezirke (constituencies) hatten nur einen Kandidaten, wodurch alle ohne Weiteres gewählt wurden.

## Wahl
Louis McVane wurde im North District (North constituency) und H.E. Belmar im Western District gewählt, George Palmer wurde im Eastern District (East constituency) wiedergewählt wurde.